# Hipomene

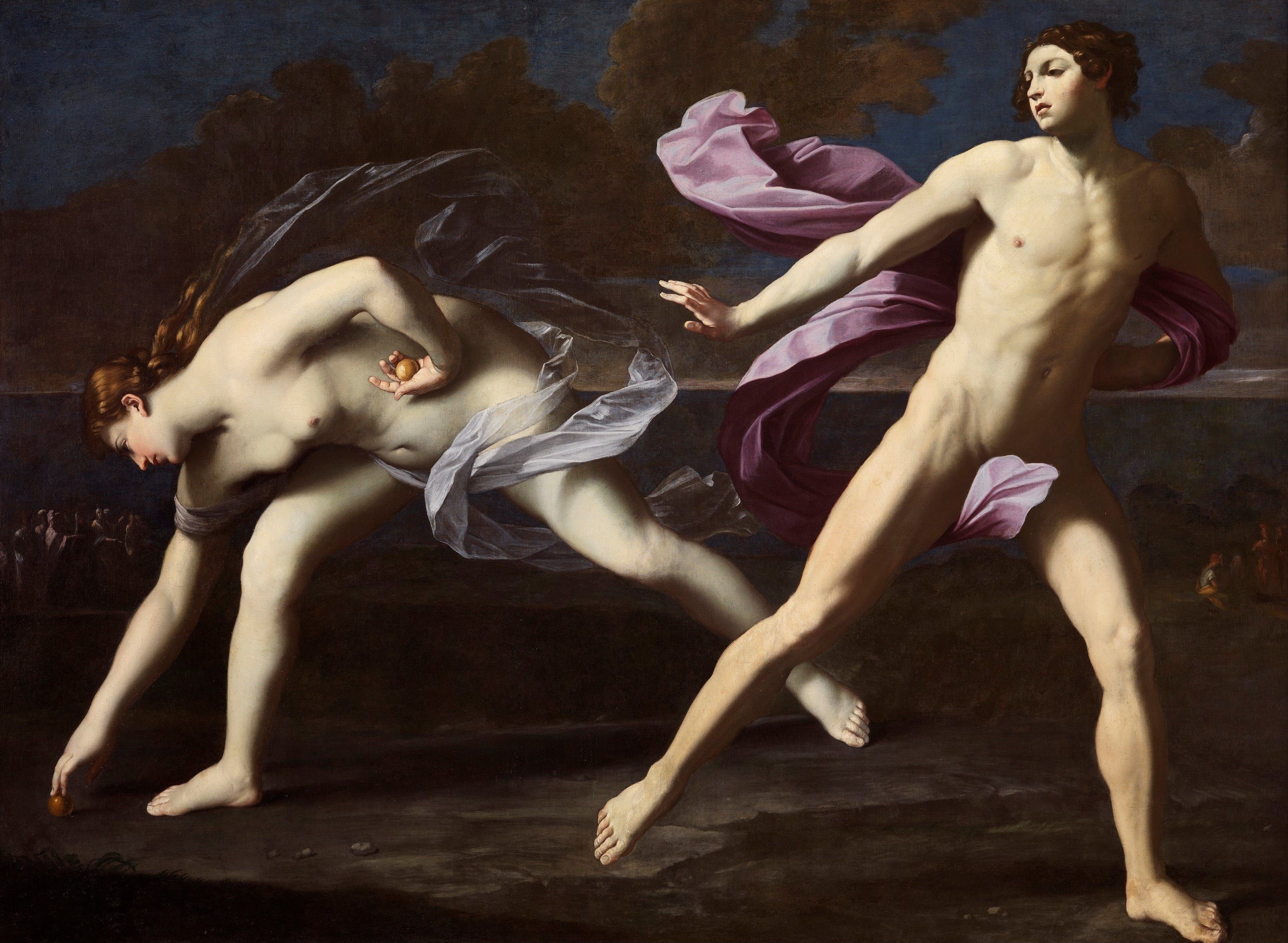
Atalanta e Hipomene, Guido Reni, cerca de 1622–25

Nas versões de Hesíodo e Higino do mito da corrida de Atalanta, Hipomene era seu pretendente, e Esqueneu o seu pai.
Atalanta, filha de Esqueneu, era muito bela, mas rejeitava todos seus pretendentes. Atalanta pediu a seu pai que ela permanecesse virgem.
Na versão de Hesíodo, Esqueneu, seu pai, propôs a Hipomene uma corrida, e ele teria Atalanta se a vencesse. Na versão de Higino, Esqueneu havia feito a mesma proposta a vários pretendentes, mas eles teriam que fugir de Atalanta, que os perseguiria armada e, se os pegasse na distância determinada, os mataria, colocando a cabeça no estádio; Atalanta já havia matado vários pretendentes quando Hipomene, filho de Megareu e Mérope, se apresentou.
Afrodite entregou três maçãs douradas a Hipomene, e instruiu-o como usá-las. Hipomene usou as três maçãs na corrida para distrair Atalanta, que voltava para pegá-las  (ou, na versão de Higino, ela se abaixava para pegar e ficava admirando sua beleza). Hipomene, assim, venceu a corrida e escapou da morte.
Esqueneu entregou Atalanta a Hipomene com satisfação, por causa da sua engenhosidade. Hipomene, porém, se esqueceu de agradecer a Vênus; quando ele estava sacrificando a Júpiter no Monte Parnaso, inflamado de desejo por Vênus, deitou-se com Atalanta no templo, o que fez Júpiter transformar o casal humano em um casal de leões.